# Amtsgericht Grafenau

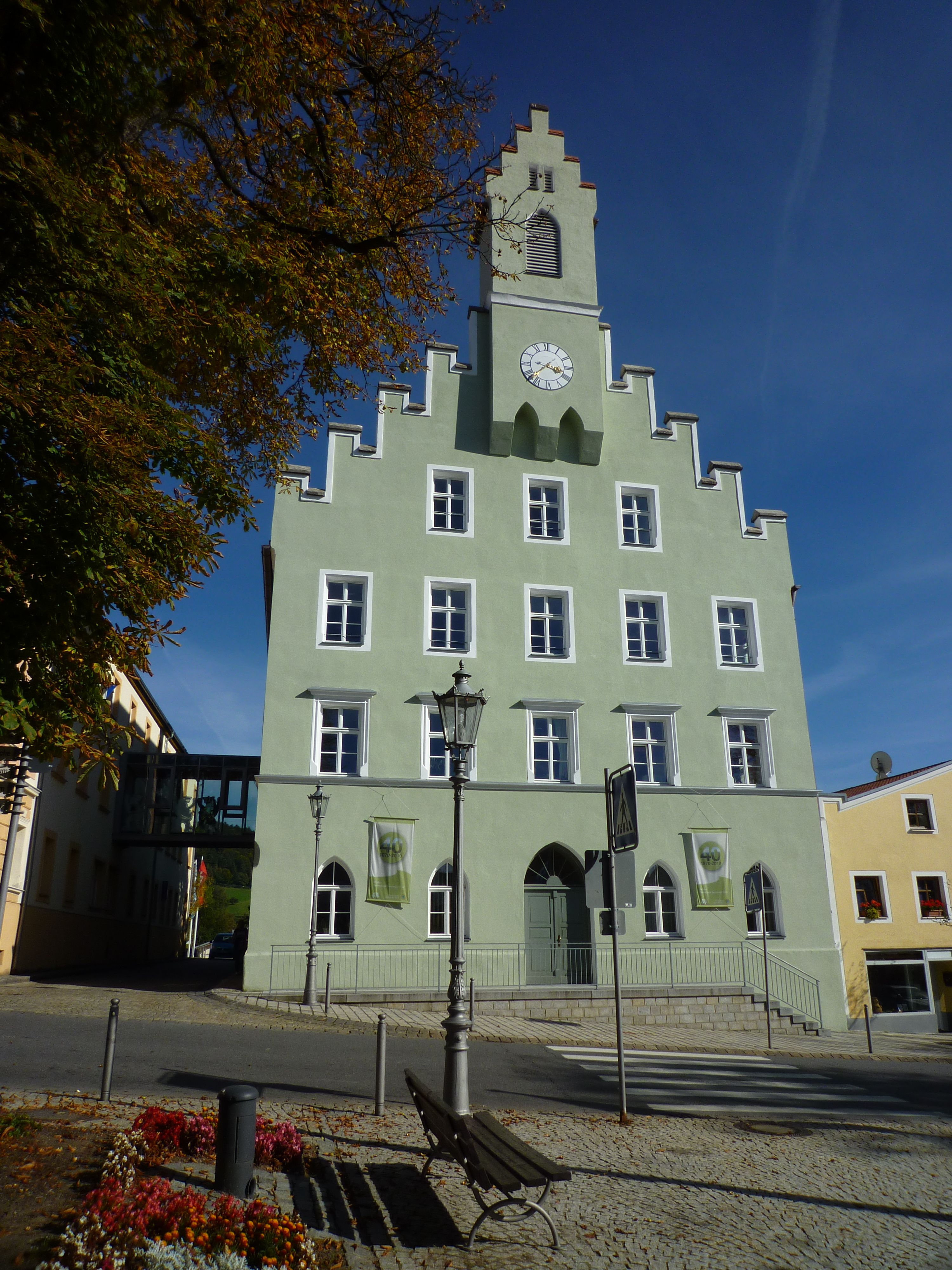
Ehemaliges Rathaus und Amtsgericht

Das Amtsgericht Grafenau war ein von 1879 bis 1973 bestehendes bayerisches Gericht der ordentlichen Gerichtsbarkeit mit Sitz in der Stadt Grafenau.

## Geschichte
Die Wittelsbacher Herzöge machten im 15. Jahrhundert Bärnstein zum Sitz eines Pfleggerichts für das Grafenauer Land, dessen Pfleger als Hauptmann vor dem Walde zugleich Leiter der militärischen Gebietsorganisation war und über ein Zeughaus verfügte. 1799 wurde der Sitz des Landgerichts Bärnstein nach Grafenau verlegt. 1811 wurde in Folge einer Verwaltungsneugliederung im  Königreich Bayern das Landgericht Grafenau errichtet und dem Unterdonaukreis zugeordnet.
Mit Inkrafttreten des Gerichtsverfassungsgesetzes am 1. Oktober 1879 wurde ein Amtsgericht in Grafenau gebildet, dessen Sprengel identisch mit dem vorherigen Landgerichtsbezirk Grafenau war und die Gemeinden Bärnstein, Eberhardsreuth, Eppenschlag, Furth, Gmünd, Grafenau, Großarmschlag, Großmisselberg, Hartmannsreit, Heinrichsreit, Hilgenreith, Innernzell, Kirchberg, Klingenbrunn (heute Spiegelau), Kreuzberg, Lembach, Liebersberg, Mitternach, Nendlnach, Neudorf, Oberkreuzberg, Ranfels, Rosenau, Saldenburg, Sankt Oswald, Schlag, Schöfweg, Schönanger (heute Neuschönau), Schönberg, Solla, Thurmansbang und Zenting umfasste. Übergeordnete Instanz war das Landgericht Deggendorf.
Durch Inkrafttreten des Gesetzes über die Organisation der ordentlichen Gerichte im Freistaat Bayern (GerOrgG) am 1. Juli 1973 wurde das Amtsgericht aufgehoben und in den Bezirk des Amtsgerichts Freyung eingegliedert.

## Gerichtsgebäude
Das Amtsgericht befand sich in einem dreigeschossiger Satteldachbau mit Zinnengiebel und Zinnen-Dachreiterturm, neugotisch 1845/46, mit Einbeziehung älterer Bauteile von 1676 bzw. 1644. Das ehemalige Rathaus und Amtsgericht ist jetzt Sitz der Nationalparkverwaltung Bayerischer Wald.